# Podvitez
Podvitez (cyr. Подвитез) – wieś w Bośni i Hercegowinie, w Republice Serbskiej, w mieście Sarajewo Wschodnie, w gminie Pale. W 2013 roku liczyła 42 mieszkańców.